# Andreja Schneider
Pour les articles homonymes, voir Schneider.
Andreja Schneider (née le 27 mai 1964 à Zagreb) est une actrice et humoriste allemande.

## Biographie
À deux ans, elle quitte Zagreb avec ses parents et s'installe à Cologne puis déménage à Münster puis Berlin. Après l'abitur, elle étudie la germanistique et la slavistique. Cependant, elle cesse ses études. Elle subvient à ses besoins en travaillant comme serveuse. L'un des habitués est Christoph Marti alias Ursli Pfister. Ils deviennent amis et Marti lui donné le surnom de « Fräulein Schneider » en référence à son travail, qu'elle conserve après qu'il lui propose une place dans le groupe de chanson humoristique des Geschwister Pfister en 1993.
En tant que membre permanent de ce trio comique, elle acquiert une grande renommée. De fin 2004 à début 2005, elle est sur scène avec son programme solo Pension Schneider, qui met en scène une maison d'hôtes imaginaire dans laquelle un nouvel invité de marque tente de se faire accepter chaque soir. Elle a également des engagements réguliers au Hebbel-Theater à Berlin.

## Filmographie
- 1992 : Alles Lüge (de)
- 1993 : Prinz in Hölleland (de)
- 1994 : Freundinnen (TV)
- 1995 : Die Mediocren
- 1996 : Wolff, police criminelle (série télévisée, épisode Amnésie)
- 1996 : Sexy Sadie
- 1997 : La vie est un chantier
- 1999 : Ferkel (court métrage)
- 1999 : Lukas (série télévisée, 2 épisodes)
- 2000 : Ils ne pensent qu'à ça !
- 2001 : Sass (de)
- 2002 : Wie die Karnickel (de)
- 2002 : Tatort: Flashback (de)
- 2003 : Mutti – Der Film
- 2003 : Un homme tombera du ciel (TV)
- 2003 : Cover
- 2006 : 18:15 ab Ostkreuz (de)
- 2006 : Blond: Eva Blond! (de) (série télévisée, épisode Der sechste Sinn)
- 2007 : Der Letzte macht das Licht aus! (de)
- 2007 : Hände weg von Mississippi (de)
- 2008 : Märzmelodie
- 2009 : Deutschland 09 - 13 kurze Filme zur Lage der Nation
- 2009 : Beutolomäus und die vergessene Weihnacht (de) (série télévisée)
- 2010 : Mord mit Aussicht (de) (série télévisée, épisode : Walzing Mathilde)
- 2013 : Mick Brisgau (série télévisée, épisode : Tout feu, tout flamme)
- 2013 : Die LottoKönige (de) (série télévisée, épisode : Ziemlich beste Freundinnen?)
- 2014 : Coming In (de)
- 2014 : Binny et le Fantôme (série télévisée, épisode : Madame Bou)
- 2014 : Tatort: Wahre Liebe (de) (TV)
- 2015 : Der Liebling des Himmels (de) (TV)
- 2016 : Der geilste Tag (de)
- 2016 : Stadtlandliebe
- 2016 : Le Monde des Wunderlich
- 2018–2019 : Beck is back! (de) (série télévisée, 20 épisodes)
- 2019 : Ich war noch niemals in New York
- 2020 : Cortex
- 2021 : Tatort: Die Kalten und die Toten (de)